# Hassell-Gleichung
Die Hassell-Gleichung (auch Hassel-Gleichung) ist eine von mehreren  möglichen Gleichungen, die in der Theoretischen Biologie zur Beschreibung von dichteregulierten Wachstumsvorgängen verwendet werden. Die Dichteregulation geschieht beispielsweise dadurch, dass eine bestimmte Ressource knapp wird, wenn die Population wächst, und dadurch die Wachstumsrate sinkt. Die von Michael Hassell vorgeschlagene Gleichung hat die Form 
{\displaystyle f_{r,b}(x)={\frac {rx}{(1+x)^{b}}}}.
{\displaystyle x} ist hierbei die Größe oder Dichte der Population. Der Parameter {\displaystyle r} beschreibt die Wachstumsrate ohne Dichteregulation, wobei {\displaystyle r=1} bei unbeschränkten Ressourcen eine konstante Population bedeuten würde, {\displaystyle r>1} eine Zunahme und {\displaystyle r<1} eine Abnahme. {\displaystyle b} ist ein Maß für die Stärke der Dichteregulation.
Für {\displaystyle b>1} beschreibt der Ausdruck eine sogenannte scramble competition, bei der die knappe Ressource gleich unter den Individuen aufgeteilt wird. Hierdurch sinkt der Fortpflanzungserfolg für alle Individuen und die Wachstumsrate fällt für große {\displaystyle x} gegen Null.  Für {\displaystyle b<1} beschreibt der Ausdruck eine contest competition, bei der die knappe Ressource unter den Individuen ungleich aufgeteilt wird, beispielsweise weil sich einige Individuen gegen andere durchsetzen können.

## Dynamik
Für {\displaystyle r<1} (Population sinkt trotz ausreichender Ressource) tritt, wie auch anschaulich klar, unabhängig von {\displaystyle b} nur der triviale Fixpunkt Null auf, welcher auch global stabil ist.
Für {\displaystyle r>1} erhält man aus  der Fixpunktgleichung
{\displaystyle x={\frac {rx}{(1+x)^{b}}}}
einen weiteren Fixpunkt {\displaystyle x^{*}=r^{\frac {1}{b}}-1}.
Für {\displaystyle r=1} fallen diese beiden Fixpunkte zusammen.
Wie aus der Theorie dynamischer Systeme bekannt, entscheiden Vorzeichen und Betrag der ersten Ableitung {\displaystyle f'(x^{*},r,b)} über die Stabilität des Fixpunktes {\displaystyle x^{*}} und das Verhalten des Systems in seiner Umgebung.
Es ergibt sich:
{\displaystyle f'=1-b+{\frac {b}{r^{\frac {1}{b}}}}}.
Der Nulldurchgang und damit der Wechsel von einem um den Fixpunkt oszillierenden, stabilen System zu einem monoton  gegen den Fixpunkt konvergierenden stabilen System erfolgt bei
{\displaystyle r=\left({\frac {b}{b-1}}\right)^{b}}.

## Anwendung
Setzt man für {\displaystyle x} eine Populationsdichte {\displaystyle N} ein, ergibt sich ein Ausdruck der, unter bestimmten Voraussetzungen, dazu verwendet werden kann, die zeitliche  Entwicklung einer Population von Organismen mit nichtüberlappenden Generationen zu modellieren. Beispielsweise geschieht die Beschreibung der zeitlichen Dynamik von Insektenpopulationen oft in dieser Form.